# Географија Мозамбика
Географија Мозамбика представља сва подручја научног истраживања који су у интересној сфери географије као науке, а имају везе са територијом данашњег Мозамбика.

## Чињенице и статистика
Мозамбик се према северу граничи са Танзанијом у дужини од 758 км, са Малавијем (1569 km), Замбијом (419 km) и Зимбабвеом (1231 km) према западу, Јужноафричком републиком (491 km) на западу и југу и Свазилендом (105 km) на југу. Док на истоку излази на Индијски океан тачније на Мозамбички канал.
Површина је 801.000 km², од чега копно обухвата 784.080 km², а вода 17.500 km². Дужина обале је 2470 км. Главни град је Мапуто.
Већи градови: 
1. Матола
2. Нампула
3. Беира
4. Чимојо
5. Накала
6. Квелимане
7. Тете
8. Личинга
9. Пемба